# Роггендорф
Роггендорф (нім. Roggendorf) — громада в Німеччині, розташована в землі Мекленбург-Передня Померанія. Входить до складу району Північно-Західний Мекленбург. Складова частина об'єднання громад Гадебуш.
Площа — 31,13 км2. Населення становить 979 ос. (станом на 31 грудня 2020).